# Augusta Widebeck

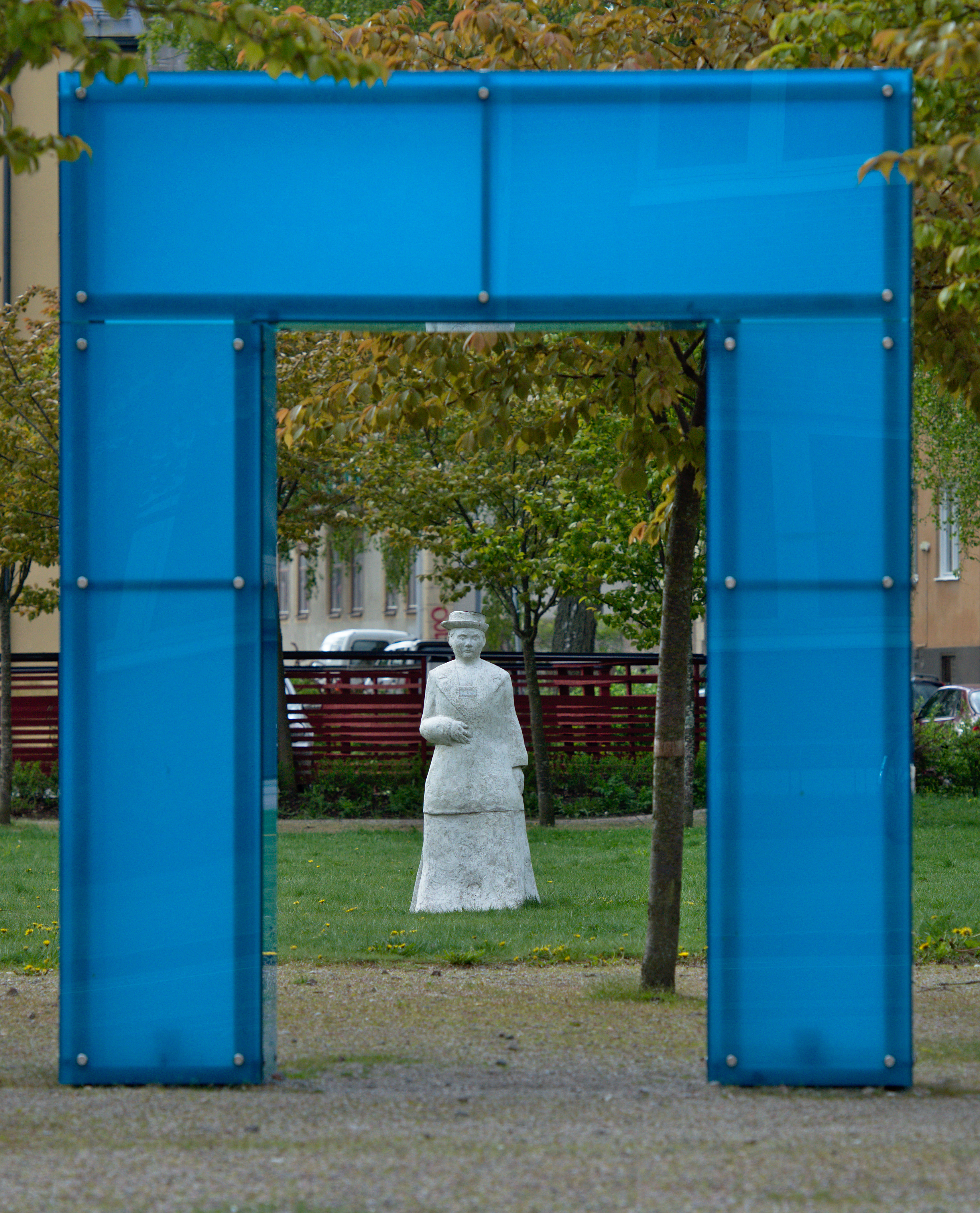
Statyn Augusta på spåret i Augusta Widebecks park av Ulrika Florin (2009).

Malla Karolina Augusta Torborg Widebeck, född Svinhufvud 16 november 1847 på Kaptensbostället Kleva i Tanums socken, Göteborgs och Bohus län, död 1937 i Strängnäs, Södermanlands län, var en svensk telegrafist och kvinnosakskvinna. Hon var ordförande för Föreningen för kvinnans politiska rösträtt i Strängnäs 1908–1921. 
Widebeck var ordförande i Södermanlands länsklubb för Landsföreningen för kvinnans politiska rösträtt (LKPR). Hon var även engagerad i nykterhetsrörelsen som aktiv i Sveriges blåbandsförbund i Strängnäs från dess start 1887.
Hon tillhörde en grupp på fyra kvinnor som blev de första kvinnliga tjänstemän vid telegrafverket. År 1866 utnämndes hon 18 år gammal till föreståndare för telegrafstationen i Strängnäs. Där arbetade hon till 1876 då hon gifte sig med August Widebeck (son till domprosten Isac Samuel Widebeck och bror till Maria Widebeck). Gifta kvinnor fick inte inneha statstjänst. Tillsammans med August fick hon sju barn. 
Hon har en park uppkallad efter sig i Strängnäs där hon hedrats med en staty.